# Марен Маре
Марен Маре (на френски: Marin Marais) е френски придворен композитор и виолист от епохата на Барока.

## Биография
Марен Маре е роден на 31 май в 1656 в скромно парижко семейство. Майка му се казва Катрин Беланжер, а баща му – Венсан Маре, който работи като обущар. През 1667 Маре се присъединява към хора на църквата Сен-Жермен-л'Оксероа, където се запознава с Мишел-Ришар Делаланд (също хорист) и Франсоа Лалует. На 16-годишна възраст Маре решава да напусне хора, и започва да учи виола да гамба при Жан дьо Сен-Коломб. Сен-Коломб е толкова удивен от таланта му, че спира да го обучава след шест месеца. Маре постъпва на работа в оркестъра на музикалната академия на краля в Париж, чийто диригент е Лалует. Директорът на академията по това време е Жан-Батист Люли.
През 1676 се жени за Катрин Дамикур, от която има 19 деца според хроникьора Титон дю Тийе. Има сведения обаче само за 13 деца. През 1679 Маре става виолист в камерния придворен оркестър на Луи XIV. Той се задържа на тази работа цели 40 години. Първия си сборник с пиеси за виола да гамба съставя през 1686 година. Същата година написва и успешната пиеса „Драматична идилия“ (l'Idylle dramatique), от която днес се е запазил само текстът. По случай оздравяването на краля през 1701 е организирана церемония, включваща 250 музиканти, която Маре е поканен да дирижира. След това събитие композиторът става още по-известен и е назначен да оглави оркестъра на парижката опера. Въпреки това той продължава да работи като придворен музикант, но напуска тази длъжност след смъртта на краля. На 4 август 1727 умира първородната му дъщеря, след което здравето му започва да се влошава с всеки изминал ден. Марен Маре умира почти година по-късно, на 15 август 1728.

## Творби

### За виола да гамба
Марен Маре е създал над 600 творби за виола да гамба, разпределени в 5 сборника.
- Пиеси за една и две виоли (1686)
- Бас за пиеси за една и две виоли и други пиеси (1689, оригинално заглавие Basses continues des pièces à une et deux violes avec une augmentation de plusieurs pièces particulières en partition)
- Пиеси за виола да гамба, втора книга (1701)
- Пиеси за виола да гамба, трета книга (1711)
- Пиеси за една и три виоли да гамба, четвърта книга (1717)
- Пиеси за виола да гамба, пета книга (1725)

### Струнни триа
- Триа за флейти, цигулки и виоли да гамба и бас (1692)
- Гама и други симфонични пиеси за цигулка, виола да гамба и клавесин (1723)

### Музикални трагедии
- Алкид (1693)
- Ариадна и Бакх (1696)
- Алкиона (1706)
- Семела (1709)